# Jean-Jacques Savin
Jean-Jacques Savin (* 14. Januar 1947 in Arès; † 21. Januar 2022 vor den Azoren auf See) war ein französischer Extremsportler und Abenteurer.

## Leben und Wirken
Savin war zunächst Triathlet und militärischer Fallschirmspringer. Weitere Stationen seines Lebens waren Wildparkwächter in Zentralafrika und vier Atlantiküberquerungen mit einem Segelboot. Weiterhin bestieg er den Mont Blanc und durchschwamm viermal das Bassin d’Arcachon. Savin war Vater einer Tochter. Er starb im Januar 2022 bei dem Versuch, den Atlantik allein mit einem Ruderboot zu durchqueren.

### Atlantiküberquerung 2019 mit Fass
Er startete am 27. Dezember 2018 von El Hierro aus zu einer Atlantiküberquerung in einem Fass ohne eigenen Antrieb und wollte nur durch Strömungen und die Winde der Passat- und Westwindzone in einer dreimonatigen Reise die Karibik erreichen. Das Abenteuer fand ein internationales Echo in den Medien und konnte über GPS-Daten mitverfolgt werden. Savin berichtete auch regelmäßig von unterwegs aus. Am 27. April 2019 begegnete er dem Forschungsschiff NOAAS Ronald H. Brown der National Oceanic and Atmospheric Administration, das ihn mit Proviant versorgte. Nach 122 Tagen auf See (und damit deutlich mehr als den ursprünglich geplanten drei Monaten) erreichte Savin am 28. April 2019 die Karibik. Am 2. Mai 2019 wurde Savin in Küstennähe von einem Öltanker in Schlepp genommen und zu der niederländischen Karibikinsel Sint Eustatius gebracht, bis dahin hatte er eine Strecke von 2930 Seemeilen (5400 km) zurückgelegt. Einige Tage später brachte ihn ein Schleppboot weiter zu dem französischen Übersee-Département Martinique.

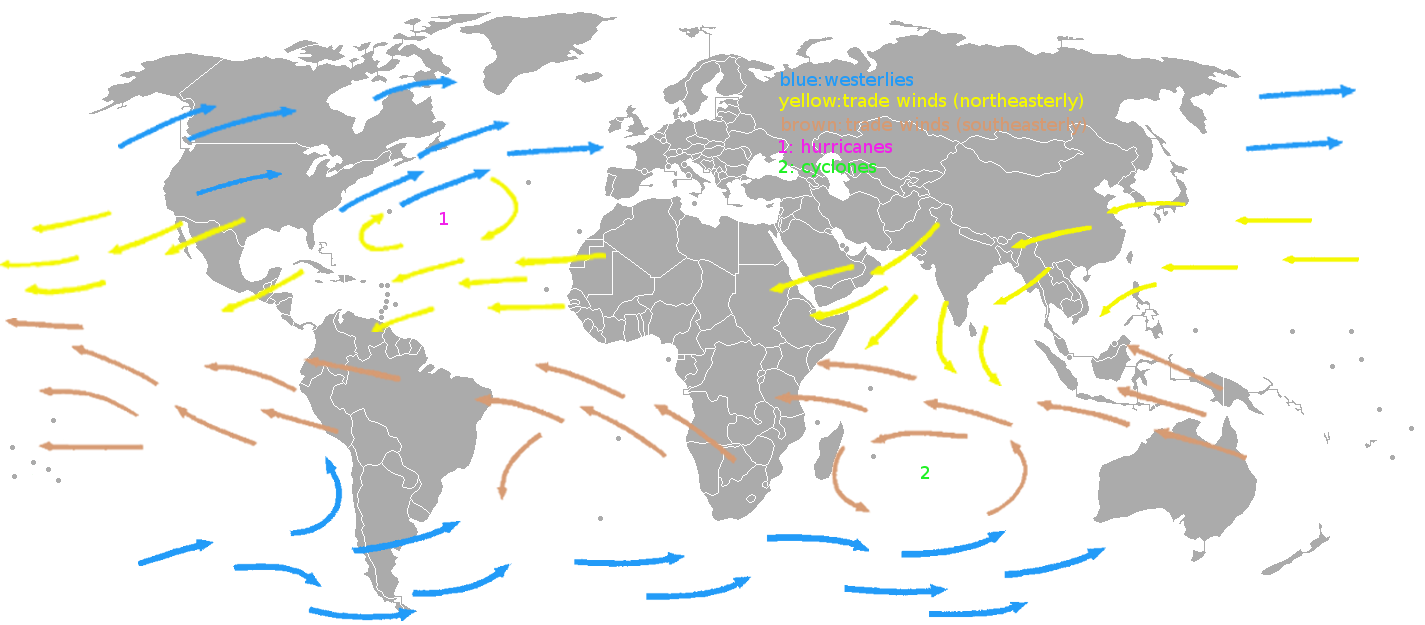
Die genutzte Windströmung (Gelb)

Savin forschte unterwegs u. a. zu Meeresströmungen und zusammen mit Ärzten zur Einsamkeit. Während der Reise arbeitete er an einem Buch über das Experiment.

### Atlantiküberquerung 2022 mit Ruderboot
Savin war am 1. Januar 2022 mit einem Ruderboot von der Südspitze des portugiesischen Festlands zu der Atlantiküberquerung aufgebrochen. Das acht Meter lange und 1,70 Meter breite Ruderboot war mit 300 Kilogramm Ausrüstung und Vorräten beladen. Am 14. Januar feierte er an Bord seinen 75. Geburtstag. Wegen ungünstiger Wetterbedingungen musste er eine längere Route einschlagen. In der Nacht zum 21. Januar aktivierte Savin von seinem Boot zwei Notfunkbaken und der Kontakt zu ihm brach ab. Am selben Tag sichtete die portugiesische Küstenwache das vor den Azoren gekenterte Boot. Seine Leiche wurde in der Kabine des Bootes gefunden.